# Paul Briault
Paul Briault († 1922) war ein französischer Astronom.
Zwischen 1916 und 1918 beobachtete er die Oberfläche Merkurs und erstellte eine der ersten Karten davon.
Er interessierte sich auch für den Planeten Jupiter und veröffentlichte seine Beobachtungen.

## Auszeichnungen
Im Jahr 1973 wurde der Marskrater Briault nach ihm benannt.